# Colastes hungaricus
Colastes hungaricus är en stekelart som först beskrevs av Szepligeti 1906.  Colastes hungaricus ingår i släktet Colastes och familjen bracksteklar. Inga underarter finns listade i Catalogue of Life.